# Disophrys tristis
Disophrys tristis är en stekelart som beskrevs av Granger 1949. Disophrys tristis ingår i släktet Disophrys och familjen bracksteklar. Inga underarter finns listade i Catalogue of Life.